# Heribert Zitzelsberger
Heribert Zitzelsberger (* 3. März 1939 in Donaustauf; † 6. Januar 2003 in München) war ein deutscher Steuerrechtler und Staatssekretär.

## Leben
Zitzelsberger studierte Rechtswissenschaft und trat 1967, dem Jahr seiner Promotion, in die bayerische Finanzverwaltung ein. 1974 wurde er in das Bundesministerium der Finanzen (BMF) versetzt und arbeitete dort u. a. im Leitungsbereich. 1987 trat er in die Dienste der Bayer AG und wurde später Leiter ihrer Steuerabteilung. 1990 habilitierte er sich an der Universität Regensburg und wurde dort zunächst Privatdozent, dann außerplanmäßiger Professor. Er war Mitglied der Vereinigung der Deutschen Staatsrechtslehrer.
Nach dem Rücktritt des damaligen Bundesfinanzministers Oskar Lafontaine im Jahre 1999 wurde auch dessen Staatssekretär Claus Noé in den Ruhestand versetzt. Zitzelsberger, SPD-Mitglied, wurde dessen Nachfolger unter Bundesminister Hans Eichel. Er trug wesentlich zu den Steuerreformen der rot-grünen Koalition unter Gerhard Schröder bei. 2002 schied er krankheitshalber aus dem Amt aus; 2003 verstarb er.

## Veröffentlichungen
- Der Schutz des Gewerbebetriebes in Artikel 14 des Grundgesetzes. München 1967 (zugl. Diss. jur. München).
- Neuerliche Entwicklungstendenzen der Gewerbesteuer und Reformvorschläge. Reckinger, Siegburg 1985, ISBN 978-3-7922-0005-6.
- Grundlagen der Gewerbesteuer: eine steuergeschichtliche, rechtsvergleichende, steuersystematische und verfassungsrechtliche Untersuchung. O. Schmidt, Köln 1990, ISBN 978-3-504-25105-5. (Habilitationsschrift).